# Chițcani, Vaslui
Chițcani este un sat în comuna Costești din județul Vaslui, Moldova, România.

## Prezentare
Populația satul se ocupă în principal cu agricultura. Prin mijlocul satului curge pârâul Buga care izvorăște din satul Puntiseni; în documentele vechi el apare cu denumirea de parâul Nogea. Acesta se varsă în zona satului Sârbi în râul Bârlad. Biserica satului este veche de 200 ani și a fost construită de  spătăreasa Safta Bogdan ,  proprietara moșiei satului. In locul scolii vechi din sat donatia lui Mihail L.Hristea fiul arendasului mosiei Chitcani, Lazar Hristea, in anul 2000 a fost construita o scoala noua din fonduri europene.Satul are o vechime de 600 de ani .Prima atestare documentara ,apare intr-un zapis din 23 martie 1523 in care Voda Petru Rareș întareste urmasilor lui Toader Jora starostele Tecuciului,mostenirea de pe apa Nogea  si anume mosia cu satele Brumarestii ,Piscanii si Puntiseanii,care o aveau de la bunul lor Radul Pisc.Stolnicul Radul Pisc apare in documentele cancelariilor domnesti din perioada domniei comune a fiilor lui Alexandru cel Bun ,Ilies si Stefan Voda ,pana la inceputul domniei lui Stefan cel Mare.

## Obiective turistice
- Podul Doamnei din Chițcani - pod de zidărie de piatră construit în 1841 din porunca domnitorului Mihail Sturdza

 Acest articol despre o localitate din județul Vaslui este deocamdată un ciot. Puteți ajuta Wikipedia prin completarea lui.